# Jacques Lacarrière (Schriftsteller)

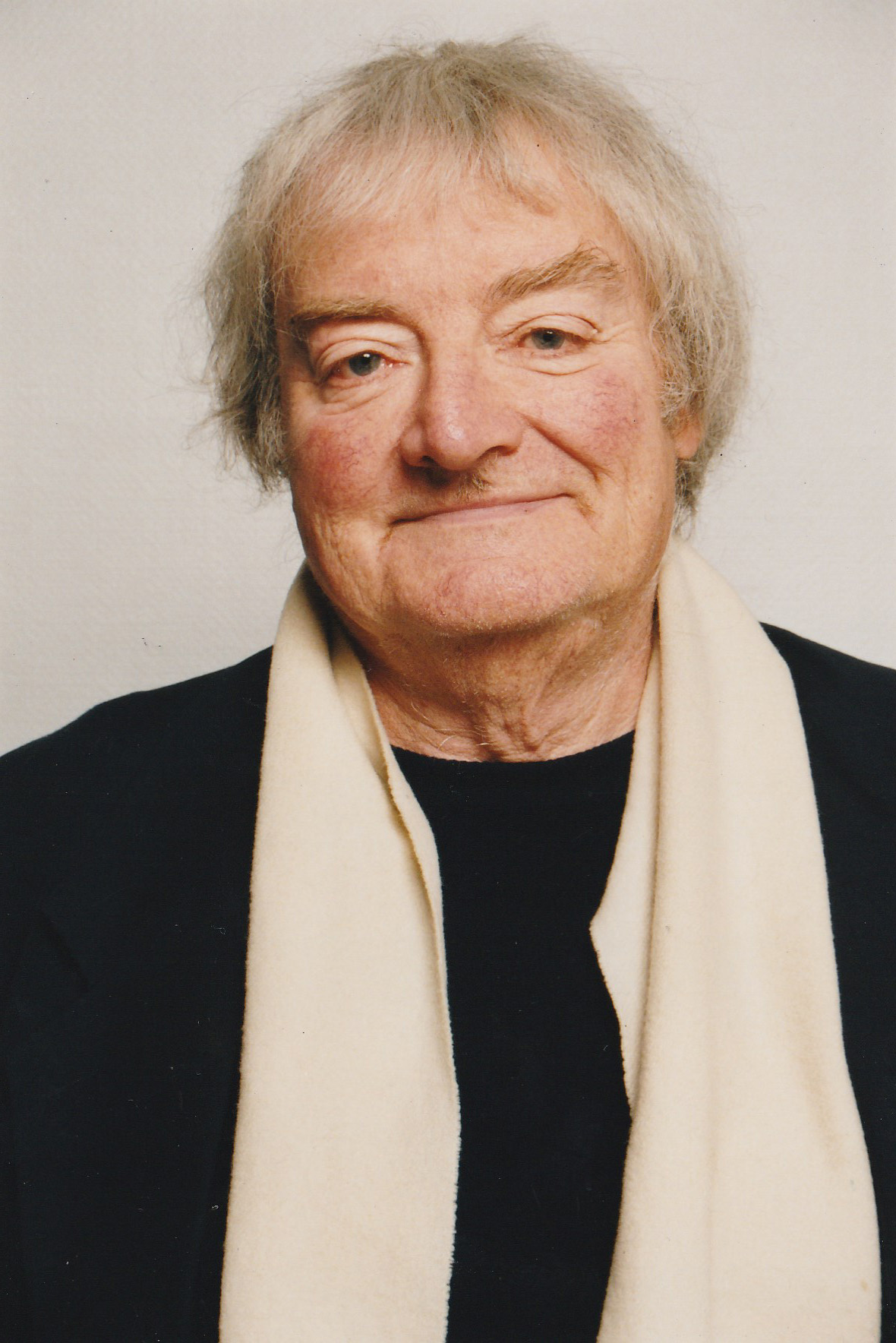
Jacques Lacarrière

Jacques Lacarrière (* 2. Dezember 1925 in Limoges; † 17. September 2005 in Paris) war ein französischer Schriftsteller.
Lacarrière verbrachte seine Jugend in Orléans. Er studierte an der Sorbonne klassische Literatur und daneben modernes Griechisch und Hindi an der École des langues orientales. Eine Reise mit einer Studentenschauspielgruppe der Sorbonne nach Griechenland 1947 legte den Grund für sein lebenslanges Interesse für dieses Land, das er zwischen 1952 und 1966 regelmäßig besuchte.
Das Buch L'été grec, das im Rahmen der Reihe Terre humaine 1976 erschien, machte ihn als Schriftsteller bekannt. Er verfasste noch eine Reihe weiterer Schriften über das antike und moderne Griechenland und veröffentlichte Übersetzungen u. a. von Pausanias, Herodot und Sophokles. Daneben machte er mit Übersetzungen auch zeitgenössische griechische Autoren wie Costas Taktsis, Giorgos Seferis, Odysseas Elytis, Jannis Ritsos, Andreas Frangias und Pandelis Prevelakis in Frankreich bekannt.

## Auszeichnungen
- 1995: Ordre des Arts et des Lettres (Komtur)[1]

## Werke
- Les Hommes ivres de Dieu, 1961
- La Grèce des dieux et des hommes, 1965
- Promenades dans la Grèce antique, 1967
- Promenades à Moscou et à Léningrad, 1969
- Les Mille et une portes, Erzählung, 1973
- La Cendre et les étoiles, 1970
- Chemin faisant, 1973
- Les gnostiques, 1973
  - engl.: The Gnostics
- L'été grec, 1976
- L'Aurige : poème, 1977
- Gens du Morvan, 1978
- Les Inspirés du bord des routes, 1978
- Abécédaire du temps passé, 1982
- Chant profond de la Grèce, 1982
- Lapidaire, 1985
- En suivant les dieux : le légendaire des hommes, 1986
- À la tombée du bleu, 1987
- La Cappadoce, 1988
- Ce bel aujourd'hui, 1989
- Le Livre des genèses, 1990
- Sourates, 1990
- Alain-Fournier, ses demeures, 1991
- Chemins d'écriture, 1991
- Le Serpent. Images et Rituel, 1992 (mit Ivan Ineich)
- L'envol d'Icare, 1993
- L'enfance d'Icare, 1995
- Visages athonites, 1995
- Grèce vue du ciel, 1996
- Le pays sous l'écorce, 1996
- Ce bel et nouvel aujourd'hui, 1998
- La poussière du monde, Roman, 1998
- Un jardin pour mémoire, 1999
- Dictionnaire amoureux de la Grèce, 2001